# Custodia de Traiguera
La custodia de Traiguera fue realizada en el año 1415 por el platero Joan Olzina y bendecida e inaugurada en la fiesta del Corpus Christi de ese mismo año por el Rector de Traiguera, Monseñor Ramón Pastor. Hoy se encuentra en el Museo Parroquial de la iglesia de la Asunción de la Madre de Dios en Traiguera (Castellón) y constituye un hito en la orfebrería gótica valenciana.

## Estructura
Esta obra gótica se compone de tres partes: un pie mixtilíneo, un eje de sustentación dividido en cuatro tramos (segmento inferior, segmento intermedio, nudo y arqueta), y la sección superior que concluye en una cruz.
Esta tipología de custodia-arqueta fue muy habitual en la Corona de Aragón durante este periodo, dado que permitía tanto guardar las Sagradas Formas como exponer la Hostia consagrada.

## Iconografía
La superficie de la base está decorada con hojas de roble y aves de perfil con las alas extendidas. Presenta además cuatro escudos enmarcados por círculos planos flanqueando los 4 costados de la base mixtilínea. Las representaciones de los escudos son: una traiga (elemento heráldico del escudo de la Villa de Traiguera), dos Agnus Dei (blasón heráldico de Monseñor Ramón Pastor) y un árbol.

Originariamente había cuatro figuras diminutas de la Virgen María con su hijo bajo los cuatro contrafuertes que ejercían de punto de sustentación de la obra, de las cuales todavía se conservan dos.

En la parte más inferior del eje encontramos, alrededor de todo su perímetro, seis ventanas decoradas con tracería y separadas entre ellas por contrafuertes. Estas ventanas así como el resto de las que conforman la obra están realizadas a base de esmalte translúcido verdeazulado. 

El espacio intermedio del eje que conduce al nudo consta también de seis ventanas, en este caso con morfología trilobulada y más estilizadas que las inferiores. Están nuevamente separadas entre sí por sobrios contrafuertes que se rematan en sendos pináculos.

La parte central del eje, lo que conocemos como nudo, está compuesta por una estructura arquitectónica compuesta por dos cuerpos, siguiendo el modelo que se venía empleando en la mayor parte de las cruces procesionales valencianas desde principios del siglo XV.

En el segmento inferior de este nudo encontramos de nuevo seis ventanas decoradas con tracería y arcos y separadas entre sí por contrafuertes. En cada una de estas ventanas podemos apreciar una imagen diversa: Dios Padre, María Magdalena, San Pedro, la Madre de Dios con el niño y los que probablemente sean San Pablo y San Juan Bautista.

El segundo cuerpo de este nudo es de dimensiones más reducidas y está compuesto por ventanas germinadas nuevamente decoradas con tracerías y cresterías.

El espacio de transición entre el nudo y la arqueta tiene una composición muy similar al segmento de eje que anticipaba el nudo: unas estilizadas ventanas germinadas separadas entre sí por pilares ornamentados. De la moldura que cierra este último registro arrancan dos brazos ondulantes ricamente ornamentados con motivos vegetales, que sustentan cada uno la figura de un ángel de grandes alas que debía sujetar con las manos una caldereta y un hisopo, respectivamente, como signo de bendición y pureza.

La arqueta en sí presenta una estructura más tradicional. Está organizada en secciones decoradas con arcos, tracerías y figuras en su interior y separadas entre sí por contrafuertes dobles. Las figuras que podemos encontrar son diversos Apóstoles (algunos de ellos repetidos), Dios Padre y la Virgen María.

La cubierta de la arqueta profusamente decorada a partir de motivos vegetales, se organiza en dos niveles con la parte central de la tapa ligeramente sobre elevada.

La pieza termina en un segmento vertical que le otorga una gran altura y que está de nuevo conformado por una compleja estructura arquitectónica a base de contrafuertes en la que encontramos también las imágenes de Dios Padre y de dos ángeles tocando instrumentos musicales. Todo el conjunto aparece rematado por un crucifijo. 

Referencias
1. ↑  «Custodia de Traiguera». 14 de junio de 2020.
2. ↑  «Museo parroquial de Traiguera. Extraordinario.». 14 de marzo de 2014. Consultado el 6 de mayo de 2021.
3. ↑  Gil i Cabrera, Josep Lliís (Diciembre, 2014). «La custòdia -arqueta de Traiguera, 589 anys després: projecte de restauració». Boletín de divulgación cultural del Centro de Estudios del Maestrazgo 72.

- Datos: Q115798585